# Милосавлевич, Светислав
Светислав «Тиса» Милосавлевич (серб. Светислав Тиса Милосављевић, 7 сентября 1882 г., Ниш — 28 июля 1960 г., Белград) — югославский военный и общественный деятель, первый бан Врбасской бановины, внесший большой вклад в развитие Баня-Луки, министр транспорта Королевства Югославии.

## Биография
Родился 7 сентября 1882 года в Нише, старший сын богатого купца Томы Милосавлевича и Василии Милосавлевич (Попович). Отлично учился в гимназии, планировал стать инженером, однако финансовый крах отца заставил его выбрать военное дело. Поступил в Низшую школу Военной академии, которую окончил в 1901 в звании подпоручика, а затем в Высшую школу того же учебного заведения.

### Военная служба
После окончания учёбы в 1907 году командовал взводом пионерской роты и пехотным взводом в 7 и 16 пехотном полку. К 1912 году прошел подготовку в транспортном отделе оперативного отделения Генерального штаба. В Первую балканскую войну был комендантом железнодорожной станции Влашко-Поле, участвовал в Битве под Кумановом.
Занимался организацией транспорта во время войны с Болгарией и Албанского восстания. В начале 1913 года назначен представителем Верховного командования и Военного министра при Железнодорожной дирекции в Белграде. Перед Первой мировой войной назначен помощником начальника штаба Вардарской дивизии, затем 1-й армии. Участвовал в боевых действиях в Албании и на Салоникском фронте, где занимался организацией железнодорожного сообщения.
После войны служил начальником Железнодорожной секции Транспортного отдела Генерального штаба. Преподавал в Высшей школе Военной академии, командовал 8-м и 2-м пехотными полками. В 1927 году ушел с военной службы в звании бригадного генерала. Был депутатом, сотрудничал со многими печатными изданиями как признанный авторитет в области военного транспорта.
В декабре 1926 года был назначен королем Александром I Карагеоргиевичем министром транспорта и пробыл в этой должности до июля 1928 года. Инициировал ряд крупных инфраструктурных проектов, в том числе строительство Панчевского моста через Дунай и здания Министерства транспорта Югославии, завершил второй путь железнодорожной магистрали Белград — Загреб от столицы до Новски.

### Деятельность в Врбасской бановине

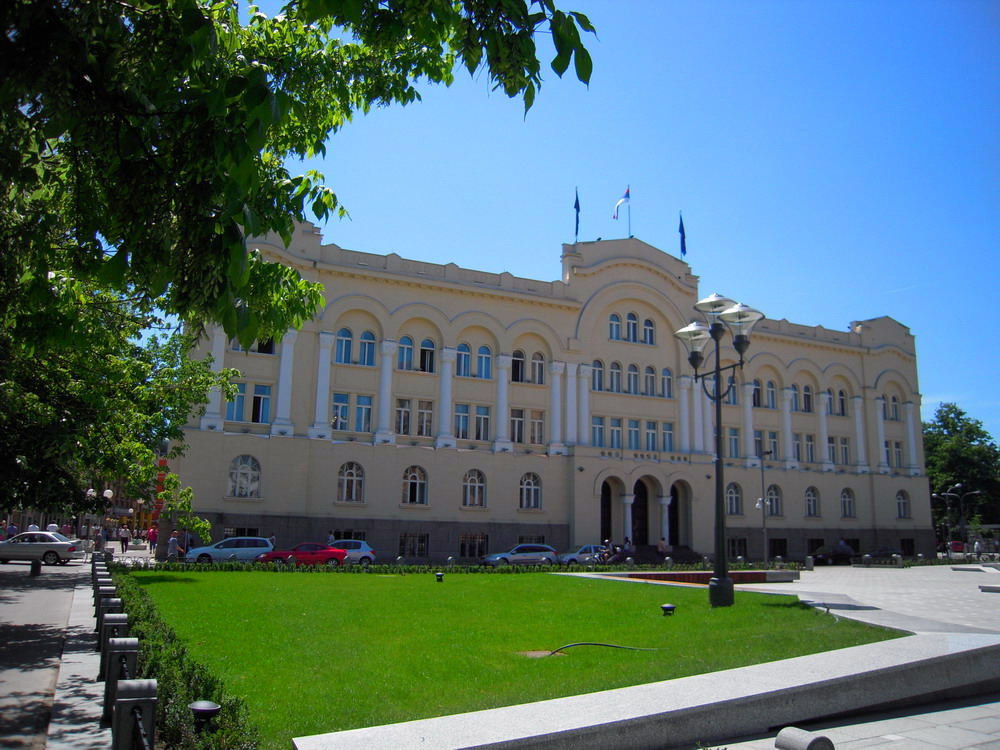
Бывшее здание Банской палаты.

В октябре 1929 года назначен баном Врбасской бановины — одной из девяти новообразованных областей страны. После прибытия в Баня-Луку 8 ноября 1929 года благодаря значительному государственному финансированию и опыту внес значительный вклад в развитие города и области.
К важнейшим достижениям Милосавлевича относится строительство Банской палаты, Банского двора, городского театра (основан в 1930 году, современное здание построено в 1934 году), Института гигиены, Учительской и Сельскохозяйственной школ, а также семи жилых домов для государственных служащих на Аллее св. Саввы и у почтамта. При нём был создан Музей бановины, туристическая ассоциация, ремесленная и коммерческая палата, газеты «Врбаске новине»
и «Књижевна Крајина». Способствовал открытию городского парка с памятником Петару Кочичу, обновлению гостиницы «Босна», мощению улиц и созданию системы городского освещения, строительству Сокольского дома, гостиницы «Палас» и других объектов. Покровительствовал деятельности архитектора русского происхождения А. И. Медведева.
В бановине в период его правления было открыто около 160 начальных школ, а также многочисленные образовательные, административные, культурные и медицинские учреждения, была улучшена система дорог и мостов.

### Поздний период
18 апреля 1934 был вновь назначен министром транспорта Королевства Югославии и 22 апреля 1934 года покинул Баня-Луку, посетив её вновь лишь один раз 18 мая 1939 года при освящении кафедрального собора.
В 1935 году ушел в отставку. Во время Второй мировой войны жил в Белграде и занимался написанием мемуаров. В его  доме на Ужицкой улице в октябре 1944 года остановился на время пребывания в Белграде маршал Толбухин. 
Умер 28 июля 1960 года.

## Награды

Большой герб Баня-Луки. Справа — Светислав Милосавлевич.

Кавалер орденов Святого Саввы I степени, Звезды Карагеоргия IV степени с мечами, Белого орла с мечами, Почетного легиона и других наград.
В 2005 году посмертно удостоен звания почётного гражданина Баня-Луки

## Память
В Баня-Луке именем Милосавлевича названа одна из главных улиц и установлен памятник в его честь. С 20 июля 2017 года изображение Милосавлевича и Кочича присутствует на большом гербе Баня-Луки.